# Altdorfská univerzita
Altdorfská univerzita (německy Universität Altdorf, latinsky Academia Norica, nazývaná také Altdorfina) byla císařská univerzita v Altdorfu u Norimberka. Byla otevřena v roce 1575 jako akademie a na univerzitu byla povýšena v roce 1622.
V roce 1809 byl zrušena bavorským králem Maximiliánem I. Josefem.

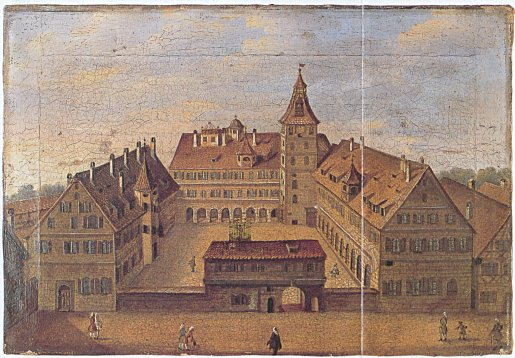
Norimberská univerzita v Altdorfu (1714)

## Významní učenci
V závorce je uveden rok, ve kterém je jmenován Altdorf nebo délka života
- Edo Hildericus (1533-1599) 1582 první rektor akademie a od roku 1584 profesor hebrejského jazyka
- Obertus Giphanius (1534-1604), profesor práv (1583-1590)
- Johannes Praetorius neboli Johann Richter (1537-1616), matematik, astronom a technik (1576)
- Nicolaus Taurellus (1547–1606), profesor rétoriky, etiky a od roku 1579 medicíny a fyziky a čtyři rektoři
- Johannes Busereuth ( 1548-1610 ), právnický profesor od 1580 do 1592, rektor v roce 1586
- Julius Konrad Otto (* 1562, † 1649 nebo kolem 1655/56), původně Naphthali Margolith, 1603 - 1607 hebrejského profesora
- Aegidius Agricola (1578-1646), právník, získal doktorát v roce 1609 v Basileji, 1613 profesor práva
- Konrad Rittershausen (1560-1613), německý právník (1591)
- Christoph Crinesius (1584–1629), německý orientalista a univerzitní profesor
- Hugo Donellus, právník (1588)
- Petrus Wesenbeck, právník (1592)
- Johann Weinmann (1599-1672), profesor teologie od 1628 do 1672
- Ernst Soner, profesor medicíny, profesor naturopatie, unitář a (1607-1608) rektor
- Daniel Schwenter, matematik a filozof (1608)
- Georg Nössler, lékař (1618)
- Ludwig Jungermann, botanik (1625)
- Theodor Hackspan (1607-1659), orientalista, teolog a univerzitní profesor (1636)
- Abdias Trew, matematik a astronom (1636)
- Johann Conrad Dürr, teolog a morální filozof (1651, 1654)
- Johannes Saubert mladší (1638–1688), orientalista a luteránský teolog (1673)
- Moritz Hofmann (1621-1698), zdravotník (1648/49)
- Johann Christoph Wagenseil, historik, právník a orientalista (1667)
- Johann Christoph Sturm, fyzik a matematik (1669)
- Magnus Daniel Omeis, profesor rétoriky, poezie a morálky (1674), od roku 1697 předseda Pegnesiánského řádu květin
- Christian Gottlieb Schwarz (1675–1751), profesor rétoriky, poezie a morálky, prezident Pegnesiánského řádu květin
- Johann Moritz Hofmann (1677), lékař, anatom, chemik a botanik
- Johann Jakob Baier, lékař, historik a fosilní historik (1704)
- Gustav Georg Zeltner, teolog (1706)
- Lorenz Heister, zdravotník a botanik (1710)
- Georg Friedrich Deinlein, právo a filozofie, odborný asistent (1719), profesor (1730), rektor
- Johann Heinrich Schulze, lékař, filolog a numismatist (1720)
- Johann David Köhler, knihovník a numismatist
- Christian Heinrich Freiesleben (1696-1741), německý autor, právník a od roku 1730 „profesor institucí“
- Johann Heumann von Teutschenbrunn, řádný profesor práva (1744)
- Johann Augustin Dietelmair ( 1746-1785 ), profesor teologie a pětinásobný rektor
- Georg Wilhelm Sigismund Beigel ( 1753-1837 ), diplomat, knihovník, přírodovědec a matematik
- Johann Christian Siebenkees, právní vědec (1776), osmkrát děkan právnické fakulty, pětkrát rektor univerzity
- Konrad Mannert, historik a geograf (1778, 1797)
- Julius Friedrich von Malblanc Právní vědec (1779), rektor univerzity v roce 1785
- Georg Andreas Will, historik a filozof (1757), člen Pegnesiánského řádu květin
- Wolfgang Jäger (1734-1795), filolog a historik, od roku 1773 docent západních jazyků, 1786 řádný profesor a také profesor poezie a od roku 1788 také profesor rétoriky
- Christoph David Anton Martini (1761-1815), protestantský teolog, v letech 1807 - 1809 profesor teologie
- Johann Philipp Siebenkees (1759-1796), docent filozofie (1791), profesor jazyků (1795)
- Jacob Friedrich Georg Emmrich (1766-1839), právník, 1802 rektor univerzity
- Gottlob Wilhelm Meyer (1768-1816), profesor teologie od roku 1804 do roku 1813

## Významní studenti
- Melchior Goldast von Haiminsfeld, švýcarský klasický filolog, obdržel doktorát v roce 1597
- Aegidius Agricola (1578-1646), právník, získal doktorát v roce 1609 v Basileji
- Albrecht z Valdštejna, zvaný Wallenstein, později císařský generalissimus, byl studentem v letech 1599 až 1600
- Christoph Schindler (1596-1669), německý právník a duchovní
- Georg Achatz Heher (1601-1667), právník, diplomat a kancléř
- Andreas Goldmayer (1602-1665), matematik, astronom a výrobce kalendářů
- Johann Michael Dilherr (1604-1669), profesor výmluvnosti, historie a poezie a pro teologii, byl úzce spojen s Pegnesiánským řádem květin
- Theodor Hackspan (1607-1659), orientalista, teolog a univerzitní profesor
- Georg Philipp Harsdörffer, zapsaný v letech 1623 až 1626, založil v roce 1644 Pegnesiánský řád květin
- Johann Conrad Dürr (1625-1677), teolog a univerzitní profesor
- Wolfgang Gundling (1637-1689), luteránský teolog
- Johann Pachelbel (1653-1706), německý skladatel a varhaník
- Johann Adam Schertzer (1628-1683), německý luteránský teolog a univerzitní profesor
- Gottfried Wilhelm Leibniz, filozof a vědec, matematik, diplomat, právní vědec, fyzik, historik a doktor sekulárního a kanonického práva, získal doktorát v roce 1666
- Heinrich Arnold Stockfleth, studoval teologii, mistr 1666, básník 1668 v pegnesiánském pořadí květin
- Wilhelm Ludwig von Maskowsky (1675-1731), státník
- Johann Georg Volckamer, 1643 PhD, 1646 jedenáctý člen Pegnesiánského řádu květin
- Johann Alexander Döderlein, od roku 1693
- Jacob Paul von Gundling, historik (1695)
- Nikolaus Hieronymus Gundling, studoval teologii a filozofii, později prorektor v Halle
- Christoph Fürer von Haimendorf, předseda Pegnesiánského řádu květin od roku 1709 do roku 1732
- Christoph Jacob Trew (1695-1769), lékař a botanik v letech 1711 až 1712
- Johann Georg Schelhorn (1694-1773), německý teolog studoval v letech 1714 až 1716 v Altdorfu
- Karl Christian Hirsch (1704-1754), historik církve a duchovní
- Christoph Friedrich Geiger (1712-1767), právník a univerzitní přednášející na univerzitě v Marburgu
- Nicolaus Schwebel (1713-1773), filolog, básník a vychovatel
- Andreas Würfel (1718-1769), duchovní a historik
- Johann Gottlieb Schäffer (1720-1795), lékař a přírodní vědec
- Erhard Andreas Frommann (1722-1774), opat kláštera Berge a generální dozorce Magdeburského vévodství
- Johann Christoph Gatterer (1727-1799), historik, profesor na univerzitě v Göttingenu, studoval od roku 1747
- Wolfgang Jäger (1734-1795), filolog a historik, tam studoval v letech 1752 až 1758
- Johann Georg Schlosser (1739-1799), právník, historik a státník
- Jacob Christian Gottlieb von Schäffer (1752-1826), německý lékař
- Johann Christian Siebenkees (1753-1841), právní vědec, básník a univerzitní profesor
- Gerhard Adam Neuhofer (1773-1816), spisovatel
- Johann Gottfried Pahl, protestantská teologie z roku 1784, v roce 1807 se Pahl stal čestným členem Pegnesiánského řádu květin